# Видубичі (зупинний пункт)
Ви́дубичі — пасажирський залізничний зупинний пункт Київського залізничного вузла Київської дирекції Південно-Західної залізниці на електрифікованій лінії Ніжин — Київ-Пасажирський між станцією Київ-Деміївський (зупинний пункт розташований в межах станції) та Дарницьким залізничним мостом. Розташований вздовж Залізничного шосе у Києві.

## Історія
Зупинний пункт відкритий влітку 2001 року, замість ліквідованого зупинного пункту Ботанічна, що був розташований дещо подалі в бік Дарницького залізничного мосту.
У червні 2020 року «Укрзалізниця» завершила реконструкцію залізничного зупинного пункту Видубичі, яка тривала з весни 2019 року. Нова платформа об'єднує в єдиний логістичний ланцюг залізницю, авто- і авіатранспорт, а також метрополітен. На цій станції зупиняються поїзди «Kyiv Boryspil Express», у майбутньому передбачено зупинку поїздів категорії «Інтерсіті+».

## Сполучення
На зупинному пункті зупиняються міська електричка, приміські електропоїзди Ніжинського та Гребінківського напрямків.
Зупиняються регіональні поїзди:
- №895/896 Конотоп - Фастів I,
- № 892/894 Славутич — Фастів-1,
- № 774 Жмеринка - Шостка
- № 786 Київ-Пасажирський - Шостка
- № 788 Київ-Пасажирський - Шостка

## Інфраструктура
З 4 жовтня 2011 року — одна із зупинок київської міської електрички, з 15 червня 2020 року — одна із зупинок «Kyiv Boryspil Express». Поруч розташована автостанція «Видубичі».
Це єдиний транспортний комплекс Києва де одночасно поєднані великий залізничний вузол, найбільша в Києві автостанція, станція метрополітену, зупинка міської електрички та міський громадський транспорт.

## Міський громадський транспорт
Зупинний пункт розташований у місцевості Видубичі. Від зупинного пункту є вихід в бік станції метро   «Видубичі». У кроковій досяжності — кінцева зупинка тролейбусів: № 15, 38, автобусів: № 43, 43К, 309, 310, 311, 313, 315, 735, 738, 789, 811 та маршрутних таксі: № 193, 491, 567.